# Dulce compañía
Dulce compañía es una novela escrita por Laura Restrepo, la cual fue publicada por Editorial Norma en el año 1995 y luego reeditada por Editorial Alfaguara en el año 2006. Gracias a esta obra la autora colombiana en 1997 obtuvo el Premio Sor Juana Inés de la Cruz de novela femenina, el Prix France Culture, premio otorgado por la críticla francesa a la mejor novela extranjera publicada en Francia en 1998, y el Premio Arzobispo Juan de San Clemente en el año 2003. ella es una de las más importantes escritoras.

## Argumento
La protagonista, una reportera de Bogotá que trabaja en una revista llamada Somos, es enviada al barrio Galilea a investigar la supuesta aparición de un ángel. Su jefe se ha enterado por la mujer que le lava la ropa a la tía de su señora, que en dicho barrio está viviendo un ángel. No tiene datos ni direcciones, sólo el rumor, por lo cual la reportera debe dirigirse al lugar y averiguar a través de los comentarios e indicaciones de la gente. Cuenta con pocos días para entregar el artículo, para conseguir fotos y testimonios, por lo que sale de inmediato al lugar.
Al principio, a la protagonista le parece ridículo e insólito el tema de su nuevo reportaje. Posee la convicción de que es imposible la supuesta aparición del ángel, el solo hecho de pensar en el asunto le provoca gracia. Al llegar al barrio Galilea, pequeño y humilde, toca la puerta de una iglesia y la recibe el padre Benito. Ella pregunta por el ángel, dice que la han enviado a investigar, y la única respuesta que recibe es que allí no hay ningún ángel. Luego se dirige a La estrella (una especie de bazar), muestra su carné de periodista y la envían, de la mano de un niño llamado Orlando, al Barrio Rojo donde está la casa de la madre del ángel. Allí conoce a la junta que administra al supuesto ser celestial: Sor María Crucifija, Murijita de Peláez, Sweet Baby Killer (excampeona de lucha libre y suplente de la junta) y Ara (la madre del ángel). En esa primera visita a la casa le ocurren dos cosas: por una parte, ve al ángel, un muchacho alto y moreno, semidesnudo, impresionantemente bello, que yacía en una cueva, la cual iban a visitar los creyentes en los horarios permitidos. Por otra, Doña Ara le muestra los cuadernos que ella misma escribe cuando el ángel le dicta telepáticamente.
El haber presenciado la aparición del ángel y el leer las páginas de los cuadernos, los cuales, según su propio criterio, ni Doña Ara ni ella misma como periodista hubieran sido capaces de escribir, la hacen creer que el asunto es más de lo que ella pensaba, que existe algún tipo de misterio que debe descifrar. Su amistad con el niño Orlando, sus conversaciones con las señoras de la junta y la relación que va teniendo con el ángel la involucran cada vez más con el lugar y con su artículo. Tal vez mucho más de lo que ella querría y, sobre todo, más de lo que ella podría haber pensado.

## Estructura
La novela está dividida en capítulos relativamente breves, ordenados en siete apartados. Dichos apartados llevan los nombres que el ángel se otorga sí mismo en los escritos de los cuadernos que le dicta a su madre. En cada uno de éstos hay dos tipos de relatos: por una parte, los que narra la protagonista sobre su experiencia y, por otra, fragmentos de los cuadernos que posee Doña Ara. O sea, esta novela abarca tanto la palabra mundana como la divina. Esos mundos que se oponen se manifiestan en el total de la obra, se van contraponiendo y complementando a la vez.
En un principio, las partes relatadas por la protagonista poseen una agudeza e ironía profundas. Ironía con el tema de la religiosidad y con la revista donde trabaja, en la cual siempre debe hacer reportajes frívolos. Esa ironía va decayendo en la medida en que se nos muestra la metamorfosis de la mujer, la plenitud que experimenta en compañía del ángel y la atracción y curiosidad que siente por él.
Al contrario, las partes relatadas por el ángel y escritas por Doña Ara poseen un tono profético, místico y poético. Es un intento por definirse, por explicar quién es, por nombrarse. Todo esto con un lenguaje más complejo y hermético que en el resto de la novela.

## El cruce de dos mundos
Como se evidencia en cada página de Dulce Compañía, lo interesante de la novela y en lo que ahonda su argumento es en el choque de dos mundos completamente distintos: por un lado está la protagonista, una mujer perteneciente a la capital de Colombia, sumamente práctica y pragmática, inserta en un mundo poco permeable a las creencias religiosas. Y por otro, un barrio lleno de supersticiones, que contiene un núcleo potente de fe, un bajo porcentaje de educación y muy alto de pobreza.
La protagonista, a la cual los de Galilea llaman Monita por su pelo largo, rubio y crespo, entra a un contexto completamente desconocido para ella hasta entonces y, para hacerse partícipe de él, debe seguir otra lógica, una que le es ajena, pero que cada vez le resulta más seductora. Es un cruce y no un choque, al menos cuando la trama va desarrollándose, porque esta mujer sufre una especie de metamorfosis, en la cual comienza a cuestionar sus creencias y sus supuestas certezas. Se involucra en el tema no sólo intelectual y profesionalmente, sino también de una manera íntima y emocional.

## Capítulos
1. Orifiel ángel de luz
2. El ángel sin nombre
3. Elohim ángel caído.
4. Mermeoth o la furia del ángel.
5. La venganza de Izrafel.
6. El grande Uriel ángel proscrito.
7. Manuel hijo de mujer.